# Deutsche Mannschaftsmeisterschaft im Schach 2020
Die Deutsche Mannschaftsmeisterschaft im Schach 2020 war ein Schachturnier, das vom 16. bis 20. September 2020 in Karlsruhe stattfand, wobei am 16., 18. und 20.9. je eine Runde gespielt wurde, am 17. und 19.9 je zwei. Ursprünglich sollte der Titel in der Saison 2019/20 der 1. Bundesliga ausgespielt werden, allerdings wurde die Saison im März 2020 nach 8 von 15 gespielten Runden wegen der COVID-19-Pandemie unterbrochen. Am 12. Juli 2020 beschlossen die Mitglieder der Schachbundesliga e.V. in einer Videokonferenz, die Saison im Frühling 2021 fortzusetzen und den Titel des Deutschen Mannschaftsmeisters 2020, im September 2020 bei einer zentralen Veranstaltung in Baden-Baden oder Karlsruhe auszuspielen. Startberechtigt sollten die zum Zeitpunkt der Saisonunterbrechung acht Erstplatzierten sein. Bei einem Teilnahmeverzicht sollte das Startrecht auf den Nächstplatzierten übergehen, allerdings waren nur acht Bundesligisten an einer Teilnahme interessiert. Die favorisierte OSG Baden-Baden setzte sich durch, die Entscheidung fiel allerdings erst in der letzten Runde gegen den SC Viernheim, der bis dahin ebenfalls alle Wettkämpfe gewonnen hatte. 
Zu den gemeldeten Mannschaftskadern der teilnehmenden Vereine siehe Mannschaftskader der deutschen Mannschaftsmeisterschaft im Schach 2020.

## Tabelle der 1. Bundesliga nach 8 von 15 Runden
|     | Verein                         | Sp | G | U | V | MP | BP  |
| --- | ------------------------------ | -- | - | - | - | -- | --- |
| 1.  | OSG Baden-Baden (M)            | 7  | 7 | 0 | 0 | 14 | 38½ |
| 2.  | SV 1930 Hockenheim             | 7  | 7 | 0 | 0 | 14 | 37½ |
| 3.  | SC Viernheim                   | 8  | 5 | 1 | 2 | 11 | 35½ |
| 4.  | SF Deizisau                    | 7  | 5 | 1 | 1 | 11 | 35½ |
| 5.  | Hamburger SK                   | 8  | 3 | 3 | 2 | 9  | 32½ |
| 6.  | Schachgesellschaft Solingen    | 7  | 4 | 0 | 3 | 8  | 32½ |
| 7.  | SV Werder Bremen               | 8  | 3 | 2 | 3 | 8  | 32½ |
| 8.  | FC Bayern München (N)          | 8  | 3 | 2 | 3 | 8  | 29½ |
| 9.  | SG Turm Kiel                   | 8  | 2 | 2 | 4 | 6  | 30  |
| 10. | Schachfreunde Berlin           | 7  | 2 | 2 | 3 | 6  | 27½ |
| 11. | BCA Augsburg                   | 8  | 2 | 1 | 5 | 5  | 29½ |
| 12. | SG Speyer-Schwegenheim (N)     | 7  | 2 | 1 | 4 | 5  | 26½ |
| 13. | SV Mülheim-Nord                | 7  | 1 | 2 | 4 | 4  | 22½ |
| 14. | USV TU Dresden                 | 7  | 1 | 1 | 5 | 3  | 24  |
| 15. | Aachener Schachverein 1856 (N) | 8  | 0 | 0 | 8 | 0  | 14  |

## Entscheidungen
|     | Teilnehmer an der Deutschen Mannschaftsmeisterschaft 2020: OSG Baden-Baden, SC Viernheim, SF Deizisau, Schachgesellschaft Solingen, SV Werder Bremen, FC Bayern München, Schachfreunde Berlin, Aachener Schachverein 1856 |
|     | Teilnahmeverzicht: SV 1930 Hockenheim, Hamburger SK, SG Turm Kiel, BCA Augsburg, SG Speyer-Schwegenheim, SV Mülheim-Nord, USV TU Dresden                                                                                  |
| (M) | amtierender Deutscher Meister |
| (N) | Neuaufsteiger der letzten Saison |

## Tabelle
|    | Verein                         | Sp | G | U | V | MP   | BP        |
| -- | ------------------------------ | -- | - | - | - | ---- | --------- |
| 1. | OSG Baden-Baden (M)            | 7  | 7 | 0 | 0 | 14:0 | 43,0:13,0 |
| 2. | SC Viernheim                   | 7  | 6 | 0 | 1 | 12:2 | 38,0:18,0 |
| 3. | SF Deizisau                    | 7  | 5 | 0 | 2 | 10:4 | 33,0:23,0 |
| 4. | SV Werder Bremen               | 7  | 4 | 0 | 3 | 8:6  | 29,0:27,0 |
| 5. | Schachgesellschaft Solingen    | 7  | 3 | 0 | 4 | 6:8  | 27,5:28,5 |
| 6. | FC Bayern München (N)          | 7  | 2 | 0 | 5 | 4:10 | 23,5:32,5 |
| 7. | Schachfreunde Berlin           | 7  | 0 | 1 | 6 | 1:13 | 16,5:39,5 |
| 8. | Aachener Schachverein 1856 (N) | 7  | 0 | 1 | 6 | 1:13 | 13,5:42,5 |

## Entscheidungen
|     | Deutscher Mannschaftsmeister 2020: OSG Baden-Baden |
| (M) | amtierender Deutscher Meister                      |
| (N) | Neuaufsteiger der letzten Saison                   |

## Kreuztabelle
| Ergebnisse | Ergebnisse                 | 01. | 02. | 03. | 04. | 05. | 06. | 07. | 08. |
| ---------- | -------------------------- | --- | --- | --- | --- | --- | --- | --- | --- |
| 1.         | OSG Baden-Baden            |     | 4½  | 6½  | 5   | 6   | 7   | 7   | 7   |
| 2.         | SC Viernheim               | 3½  |     | 5   | 6   | 5   | 5½  | 6   | 7   |
| 3.         | SF Deizisau                | 1½  | 3   |     | 5   | 6½  | 4½  | 5   | 7½  |
| 4.         | SV Werder Bremen           | 3   | 2   | 3   |     | 4½  | 5   | 5½  | 6   |
| 5.         | SG Solingen                | 2   | 3   | 1½  | 3½  |     | 5   | 7   | 5½  |
| 6.         | FC Bayern München          | 1   | 2½  | 3½  | 3   | 3   |     | 5   | 5½  |
| 7.         | Schachfreunde Berlin       | 1   | 2   | 3   | 2½  | 1   | 3   |     | 4   |
| 8.         | Aachener Schachverein 1856 | 1   | 1   | ½   | 2   | 2½  | 2½  | 4   |     |

## Die Meistermannschaft
| 1.            | OSG Baden-Baden |
| Schachfiguren | Fabiano Caruana, Maxime Vachier-Lagrave, Lewon Aronjan, Radosław Wojtaszek, Richárd Rapport, Michael Adams, Francisco Vallejo Pons, Arkadij Naiditsch, Étienne Bacrot, Rustam Kasimjanov, Sergej Movsesjan |